# Hate to See You Go
Hate to See You Go — збірка пісень американського блюзового музиканта Літтла Волтера, що вийшла 1969 року на лейблі Chess у серії «Chess Vintage Series».

## Опис
Альбом вийшов у серії «Chess Vintage Series», яку Chess започаткували наприкінці 1960-х, для випуску маловідомого або раніше невиданого матеріалу окремих виконавців.
Цей альбом складається з пісень, які стали успішними хітами для Волтера, наприклад «Mellow Down Easy», «Roller Coaster» і «Nobody But You» у поєднанні з іншими маловідомими записами, які переважно виходили на синглах на стороні В та скасованими до випуску, наприклад «Blue and Lonesome» (тут випущена вперше). Усі композиції були записані у період з жовтень 1953 по грудень 1960 року, та вийшли на дочірньому лейблі Checker.

## Список композицій
1. «Nobody But You» (Волтер Спріггс) — 2:02
2. «My Baby's Sweeter» (Віллі Діксон) — 2:28
3. «Roller Coaster» (Еллас Мак-Денієл) — 2:34
4. «As Long as I Have You» (Віллі Діксон) — 3:00
5. «Oh Baby» (Волтер Джейкобс, Віллі Діксон) — 3:00
6. «Take Me Back» (Волтер Джейкобс) — 3:04
7. «Everything Gonna Be Alright» (Волтер Джейкобс) — 2:48
8. «Mellow Down Easy» (Віллі Діксон) — 2:40
9. «Hate to See You Go» (Волтер Джейкобс) — 2:16
10. «I Got to Find My Baby» (Волтер Джейкобс) — 2:43
11. «Blue Midnight» (Волтер Джейкобс) — 2:30
12. «I Had My Fun» (Джеймс Оден) — 2:18
13. «Key to the Highway» (Біг Білл Брунзі, Чарльз Сегар) — 2:43
14. «Blue and Lonesome» (Волтер Джейкобс) — 2:55

## Учасники запису
- Літтл Волтер — вокал, губна гармоніка

Технічний персонал
- Т. Т. Свон, Маршалл Чесс — продюсер
- Малкольм Чісголм — інженер
- Марк Пауер — фотографія (фронт)
- Рей Флерлейдж — фотографія (зворот)
- Піт Велдінг — текст
- Кеті Свон — дизайн